# Lasiophila pura
Lasiophila pura är en fjärilsart som beskrevs av Otto Thieme 1906. Lasiophila pura ingår i släktet Lasiophila och familjen praktfjärilar. Inga underarter finns listade i Catalogue of Life.